# Дамасская сталь
Дама́сская сталь (или просто дама́ск) — вид стали с видимыми неоднородностями на стальной поверхности, чаще всего в виде узоров, получаемых различными способами. Различаются два рода стали, которые именуются общим термином «дамаск»: сварочный дамаск (при многократной перековке стального пакета, состоящего из сталей с различным содержанием углерода) и рафинированные стали. Использовалась для изготовления холодного оружия, доспехов и реже — стволов старинного огнестрельного оружия, таких как мушкеты, ружья и пистолеты с кремнёвым замком.
Тигельные булаты (он же вуц, англ. wootz), где узоры появляются за счёт образования крупных карбидов как результат высокого содержания углерода и методов медленного охлаждения, к дамасским сталям не относятся.

## Рафинированная сталь
Рафинированная сталь, или харалуг только номинально относится к дамаскам, так как целью кузнечной сварки крицы является очистка от остатков шлака и получение относительно однородной стали с приемлемым содержанием углерода. Целью процесса было не вывести какой-либо узор, а добиться очистки и равномерного распределения углерода в заготовке. Принципиально каждая качественная сталь до XVIII века являлась рафинированной, так как кричное железо в чистом виде не является пригодным для получения закалочных структур мартенсита, образующегося во время закалки. Композитные клинки японских мечей также не имеют с дамаском ничего общего.

## Сварочный дамаск
Комбинируя стальные заготовки с разным содержанием углерода с последующей сваркой, складыванием и проковкой, кузнецы управляли свойствами получаемого материала. Железо, как правило, мягко и легко поддаётся деформации, высокоуглеродистая сталь же тверда и (при надлежащей термообработке) упруга. Комбинируя железо и высокоуглеродистую сталь, получали материал, который восполнял недостатки обеих исходных сталей. Так возникало чередование слоёв металла с очень высоким и очень низким содержанием углерода. Первые при закалке приобретали большую твёрдость, а вторые, напротив, не закаливались вовсе и служили амортизирующей подложкой. Мягкие железные слои не давали металлу быть слишком хрупким, а высокоуглеродистые слои придавали нужную упругость и остроту. Диффузия углерода также усредняла в какой-то мере его распределение в заготовке.
Основным и немаловажным недостатком дамасской стали является её низкая коррозионная стойкость, обусловленная большим содержанием углерода в компонентах поковки и практически полным отсутствием легирующих элементов.
По более прогрессивной технике, принятой в арабских странах, раннесредневековой Европе или в Китае, проковывался пучок заранее заготовленной проволоки или ленты с определённым содержанием углерода. Так тратилось меньше времени и железа. Уже в III веке до н. э., согласно археологическим находкам, европейские кельты изготавливали сварные дамаски. В первые века нашей эры вошёл в моду так называемый кручёный харалуг; бруски из разнородных сталей сваривались, перекручивались спиралью, снова проковывались и соединялись вместе с такими же заготовками в один брус. Большое количество германских, позднеримских и франкских мечей старше X века, дошедшее до наших дней, имеет сложную харалужную дамаскировку.
Узоры на поверхности этого вида дамаска — оптический эффект неравномерного распределения углерода в связи с неоднородностью материала. Этот эффект часто усиливался специальными методами полировки и травлением поверхности кислотами. Сам же узор изначально является не главной целью изготовления сварных харалугов, а всего лишь побочным явлением.

## Булат
Когда упоминают «легендарную дамаскую сталь», то обычно имеют в виду любую старинную сталь с узором, смешивая сварные композиты-дамаски с собственно булатами — булатами, сваренными в тигле и имеющими значительно более высокое содержание углерода по сравнению с дамасками. На западе до сих пор распространено мнение, что дамаски и булаты по сути одно и то же, в отличие от восточных и русскоговорящих стран, где допускают чёткое деление на дамаски — сварные композиты, и булаты — композиты, полученные без использования многократной сварки.
Последнее время на западе имеется тенденция называть тигельную сталь вутцами, что также неправильно, поскольку слово вутц применимо к любой тигельной стали. Последние исследования одного из булатных клинков из исторического музея города Берна в Швейцарии, проведённые группой учёных из Дрезденского технического университета в 2006 году под руководством профессора Петера Пауфлера, обнаружили в булатной стали УНТ. После закалки и отпуска в булате образуется композит из цементитов в трооститно-сорбитной матрице, армированной однослойными УНТ, наполненными цементитом.
Настоящие булаты имеют повышенные механические свойства по сравнению с дамасками или обычными углеродистыми сталями с аналогичным количеством углерода. Булатная сталь закаливалась, но после закалки тело клинка обязательно подвергалось высокому отпуску, а лезвие — низкому. В результате оружие приобретало выдающиеся прочностные характеристики. Правильно изготовленный булатный клинок спокойно надрубает (оставляет засечки) на закалённом, более твёрдом небулатном клинке, но при этом сам не страдает.
Выдающийся горный инженер Павел Петрович Аносов воссоздал секрет булата и доказал необычайно высокие свойства этой стали. Высокая температура — до 500 °C — для булата была не страшна, он не терял своих свойств, в отличие от любой другой нелегированной клинковой стали. Высокий перегрев, значительно выше 600—650 °C, приводил к полному отжигу, и сталь теряла прочностные свойства, а перегрев выше 900 °C приводил к растворению цементитов и потере узора, а иногда и к полному уничтожению булатной структуры, в зависимости от содержания углерода в металле.
Булат ни в коем случае не надо путать с дамасской сталью, полученной при помощи сварки. Уже во времена П. П. Аносова дамасская сталь считалась сварочным или ложным булатом, поскольку, кроме узора, не предъявляла никаких выдающихся свойств. Аносов также ввёл новый термин, а именно «литой булат». Таким образом, булаты разделились на два класса — на булаты тигельные, полученные длительной варкой булата в тигле, охлаждении вместе с тиглем и последующей расковкой полученного слитка в полосу, и булаты литые, полученные из литой стали путём длительного отжига в определённых условиях. То есть, тигельная сталь с содержанием углерода около одного процента разливалась в изложницы, расковывалась и затем подвергалась длительному отжигу. Такой литой булат показывал узоры и значительно более высокое качество стали даже по сравнению с передовой на то время тигельной сталью английского производства. «Литой булат» Аносов называл мягким из-за низкого содержания углерода, а тигельные булаты — твёрдыми, поскольку содержание углерода в его тигельных булатах доходило до 5 %, по утверждениям самого Аносова. Необходимую информацию можно найти в опубликованных работах Аносова «О булатах» и в работе профессора Пауфлера «Carbon nanotubes in an ancient Damascus sabre».

## История
Рафинированная сталь употреблялась почти сразу после овладения людьми процесса изготовления кричного железа, так как продукт сыродутной печи в чистом виде был непригоден для выделки. Около 1300 лет до н. э. соответствующая технология появилась в Передней Азии, около 800 до н. э. проникла в Европу, а в Китае археологами доказана самостоятельная редукция руды с помощью сыродутной печи примерно в VII—VI веках до н. э. Сваривание разных сортов стали и целенаправленное изготовление сварных дамасков было разработано в большинстве случаев независимо друг от друга. Уже в первых веках до н. э. подобные материалы были известны и в Европе, и в Китае. Есть сведения, что в III веке н. э. римляне уже знали оружие из дамасской стали. Находка из Нидама содержит много мечей с очень сложной сваркой наравне с клинками, гораздо более простыми в конструкции.
Впервые индийская тигельная сталь упоминается около 300 года до н. э. В Иран дамаск попал ещё в VI веке. На территории Киевской Руси узорчатый булат был известен, хотя и редок, ещё в домонгольский период и назывался булатом или «красным железом». Более существенных масштабов применение дамасского оружия на Руси достигло только в XV веке, но вплоть до начала XVIII века немногочисленные дамасские и булатные клинки ввозились из Персии. Сведений о местном производстве дамасских и булатных сталей нет, однако есть об их импорте. В домонгольской Руси был известен сварной харалуг, технология изготовления которого была утрачена и восстановлена только в конце XX века. Первым упоминанием об этой технологии можно считать сведения Аль-Бируни:

Русы выделывали свои мечи из шапуркана, а долы посредине их из нармохана, чтобы придать им прочность при ударе, предотвратить их хрупкость. Ал-фулад не выносит холода их зим и ломается при ударе. Когда они познакомились с фарандом, то изобрели для долов плетенье из длинных проволок (изготовленных) из обеих разновидностей железа — шапуркана и женского. И стали получаться у них на сварных плетениях при погружении (в травитель) вещи удивительные и редкостные, такие, какие они желали и намеревались получить. Ал-фаранд же не получается соответственно намерению при изготовлении и не приходит по желанию, но он случаен.
А «харалуг» упоминается в «Слове о полку Игореве».

Яръ туре Всеволодѣ! стоиши на борони, прыщеши на вои стрѣлами, гремлеши о шеломы мечи харалужными.— Слово о полку Игореве
В то же время однозначного толкования термина «харалуг» нет.

## Популярные мифы о дамасской стали
В настоящее время в СМИ существует много теорий о превосходстве так называемой «настоящей дамасской стали» (то есть тигельного булата или вуца) над всеми другими видами металла. Это мнение, по-видимому, появилось в начале XIX века, и было распространено главным образом через романтическую литературу, такую, как «Талисман» и «Айвенго» Вальтера Скотта. Собственно исторически и металлургически миф об абсолютном превосходстве тигельного булата не обоснован, так же и как его предпочтение всеми народами. До сих пор археологами не найден ни один ближневосточный клинок старше XV века на территории западной Европы, состоящий из тигельного булата, хотя, следуя соответствующему мифу, рыцари их покупали на «вес золота», потому что они якобы «резали кольчугу как масло». Никаких исторических доказательств этому до сих пор не существует. Также Римская Империя имела обширные торговые связи с Древним Востоком (персы, индийцы) и, по словам Плиния Старшего, лучшая сталь привозилась оттуда. Хотя индийскую тигельную сталь, предположительно, знали ещё во времена Александра Македонского, до сих пор науке не известны римские доспехи, спаты или гладиусы, состоящие из «того самого» узорчатого булата. Напротив, именно сварные харалуги часто встречаются среди находок римской эпохи.
Также тигельный булат упоминается в исторических источниках только с XIII века, когда крестовые походы уже были на исходе. Сабля является оружием режущим, а с физической точки зрения и согласно материаловедению термообработанная и отпущенная сталь на твёрдость 55-58 HRC не может быть разрезана точно такой же сталью. Мифы о разрубании пластинчатых доспехов и других мечей на самом деле являются продуктами XIX и XX веков и не соответствуют исторической действительности. Что касается легенды о том, что ближневосточные народы легко расправлялись с тяжелобронированными крестоносцами с помощью кривых сабель, то она также не имеет исторических доказательств. Хотя наличие импортных среднеазиатских сабель (которые, как правило, не имели с персидскими и индийскими булатами ничего общего) неоспоримо, один из самых ранних «исламских» ближневосточных кривых клинков датируется концом XIII века. Начиная с VIII века века до XVI на Востоке одновременно с саблей ходили и прямые мечи, кои и применялись против кольчуги, в которую были одеты рыцари эпохи Крестовых походов. Утверждение, что ближневосточные народы не пользовались прямыми клинками в эпоху Крестовых походов, следовательно, необоснованно, так же как и использование рыцарями «тяжёлых двуручных мечей» (что ошибочно предполагал Вальтер Скотт в своих трудах). Сабли из тигельного булата появились лишь в XIII веке (см. выше), а кылыч и ятаган, которые часто приписывают «сарацинам» популярные источники, — только спустя 200 лет после окончания Крестовых походов в конце XV века.
К тому же металлургические исследования до сих пор не доказали, что тигельный узорчатый булат обладал какими-то необычайными свойствами, выходящими за пределы дозволенного законами физики.